# Осипий
Осипий (на английски: Ossipee) е град в САЩ, щата Ню Хампшър. Административен център е на окръг Керъл. Населението на града е 4336 души (по приблизителна оценка от 2017 г.).